# Standards in Genomic Sciences
Standards in Genomic Sciences (SIGS) ist eine englischsprachige Open Access-Fachzeitschrift für schnelle Veröffentlichungen in der Genetik, die von dem Genomic Standards Consortium im BioMed-Central-Verlag herausgegeben wird. Besonders häufig werden in ihr Short Genome Reports veröffentlicht.